# Almagro (Samar)
Almagro is een gemeente in de Filipijnse provincie Samar. De gemeente omvat het eiland Almagro het kleinere eiland Kerikite en de heel kleine eilanden Kirikite Diot, Talisayan en Cabilison. Bij de laatste census in 2007 had de gemeente bijna 9 duizend inwoners.

## Geografie

### Bestuurlijke indeling
Almagro is onderverdeeld in de volgende 24 barangays:
| - Bacjao - Biasong I - Biasong II - Costa Rica - Costa Rica II - Guin-ansan - Imelda - Kerikite - Lunang I - Lunang II - Mabuhay - Magsaysay | - Malobago - Marasbaras - Panjobjoban I - Panjobjoban II - Poblacion - Roño - San Isidro - San Jose - Talahid - Tonga-tonga - Veloso |

## Demografie
Almagro had bij de census van 2007 een inwoneraantal van 8.650 mensen. Dit zijn 1.969 mensen (18,5%) minder dan bij de vorige census van 2000. De gemiddelde jaarlijkse groei komt daarmee uit op -2,79%, hetgeen geheel afwijkt van het landelijk jaarlijks gemiddelde over deze periode (2,04%). Vergeleken met de census van 1995 is het aantal mensen met 1.620 (15,8%) afgenomen.

De bevolkingsdichtheid van Almagro was ten tijde van de laatste census, met 8.650 inwoners op 51,36 km², 168,4 mensen per km².